# 自動車専用道路
自動車専用道路（じどうしゃせんようどうろ）とは、日本の道路法に基づき、道路管理者によって指定された自動車のみの一般交通の用に供する道路又は道路の部分である（道路法第48条の2）。
なお交通の方法に関する教則によれば、高速道路に分類される道路は、自動車専用道路および高速自動車国道である。共に自動車専用の規制標識（後述）が掲示される。
なお、歩行者・軽車両・小型自動二輪車・ミニカー・原動機付自転車を通行禁止とし、それらを規制標識で掲示している一般道路もあるが、自動車専用の規制標識が掲示されていなければ自動車専用道路ではない。

## 概要

### 道路法に基づく自動車専用道路
道路法第48条の2において道路管理者は、次の場合に未供用の道路又は道路の部分を自動車のみの一般交通の用に供する道路として指定することができる（高速自動車国道は除く）。
1. 交通が著しく輻輳して道路における車両の能率的な運行に支障のある市街地及びその周辺の地域において、交通の円滑を図るために必要があると認める場合 （同条第1項）
2. 交通が著しく輻輳（見込みを含む）することにより車両の能率的な運行に支障もしくは道路交通騒音により生ずる障害がある（そのおそれを含む）道路の区間内において、交通の円滑又は道路交通騒音により生ずる障害の防止を図るために必要があると認める場合。ただし当該区間を自動車以外の方法による通行に支障がない場合に限る （同条第2項）
  1. この同条第2項による指定にはトンネル・跨道橋やアンダーパスなど、道路の部分を指定することができる。

1961年（昭和36年）8月15日に全国初の自動車専用道路として一級国道14号京葉道路が指定され、翌1962年（昭和37年）3月31日には自動車専用道路第2号として一級国道1号箱根新道が開通した。
以下のような例が含まれる。
- 高速自動車国道に並行する一般国道自動車専用道路（A'路線）
- 国土交通大臣指定に基づく高規格幹線道路（一般国道の自動車専用道路）（B路線）
- 都市高速道路
- 地域高規格道路
- その他の自動車専用道路

### 道路構造令との関係
道路構造令による第1種（地方部）、第2種（都市部）の道路の多くが自動車専用道路に指定されている。
- ただし一般国道23号豊橋東バイパスなど第1種道路でも一般道路として供用されている道路が存在する。
- また常陸那珂有料道路など第3種道路でも自動車専用道路に指定されている道路が存在する。

## 高速自動車国道との違い

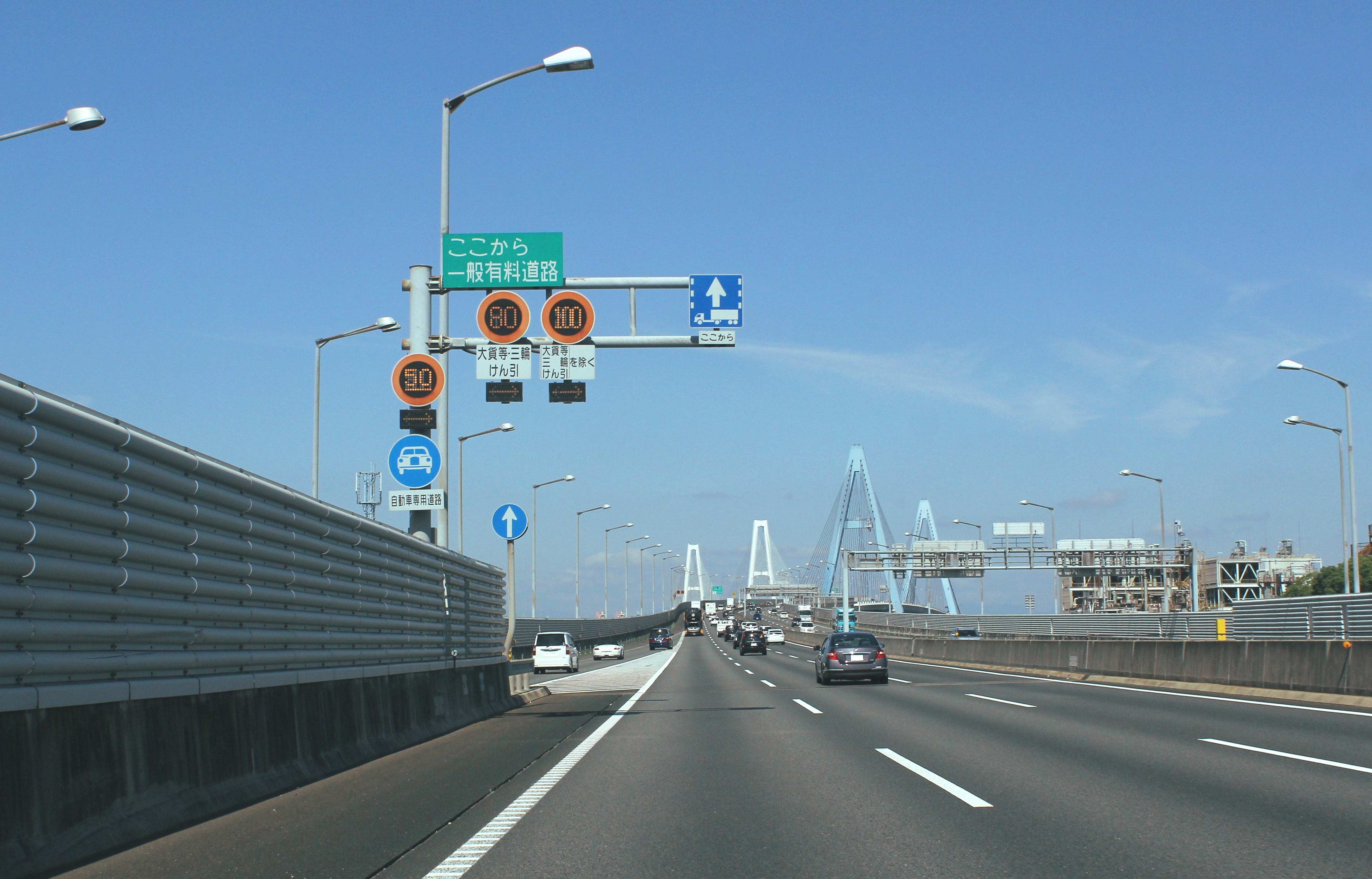
高速自動車国道に並行する一般国道自動車専用道路（A'路線）の始点（伊勢湾岸自動車道）。標識の手前が高速自動車国道、奥が自動車専用道路である。

類似点が多いが、高速自動車国道との違いを挙げると、
1. 最高速度を100 km/hとする場合も道路標識による指定が必要（指定がなければ60 km/hとなる）であり
  - 100 km/hの場合にも大貨等・三輪・牽引に対する80 km/hの標識が必要となる

結果的に、法定速度90 km/hの大型貨物・特定中型貨物自動車の最高速度が80 km/hとなる場合がある
  - 100 km/hの場合にライトトレーラーをけん引している牽引自動車の最高速度が80 km/hに対し指定速度の100 km/hとなる[注 4]

高速自動車国道の場合は上記二つは90 km/h[注 5]および110 km/h以上の速度を指定する場合のみ該当する[注 6]
結果的に最高速度を100 km/hとする場合も本線車道以外の本線部分（登坂車線等）の最高速度が100および80 km/hとなる（高速自動車国道では最高速度を指定しないことで100 km/h規制を実施するため、この場合は本線車道以外の最高速度は法定速度の60 km/hである）
2. 加速車線や減速車線の法定速度が100 km/hに対し、60 km/hである[1]（最高速度が高い区間では加速車線内にも最高速度標識等を設置する必要性も考えられるが、減速車線は自動車専用道路では最高速度100 km/hの場合も本線上に100 km/hの最高速度標識が設置される関係から問題にならない）
3. 緊急自動車の法定速度が100 km/hに対し、一般道路と同じ80 km/hである[2]（引き上げにより90 km/h以上の最高速度が指定された区間は指定速度となるが、高速自動車国道ではその区間の最高速度によらず常に100 km/h（またはそれ以上の指定速度）である）
結果的に、大貨等（大型貨物・特定中型貨物・大型特殊自動車）・三輪・牽引に該当する緊急自動車は普通車等は制限速度が100 km/hの区間を含め80 km/hに制限されることになる
4. 道路標識等によって最低速度が指定されない限り最低速度規制がない
半面、最低速度が指定された場合は本線車道以外の本線部分（登坂車線・減速車線等）も最低速度規制の対象となる
5. 最低速度指定や特別な通行制限のある場合を除き、法的には高速自動車国道への乗り入れが禁止された小型特殊自動車および高速自動車国道の最低速度（50 km/h）を出すことができない一部の大型特殊自動車も走行可能である
6. 重被牽引車を牽引している牽引自動車の第一通行帯の通行規定が、標識によって指定された区間に限られる[3]
7. 計画交通量に対して道路構造令上の規格が低くなる場合があり、曲線や勾配がきつくなるなど、高速自動車国道よりも建設費が抑えられることもあるが、区分によっては全く変わらない他、選択の幅もあり政策や判断にも左右されるため、東海環状自動車道のように周辺の高速自動車国道よりも高い規格で建設されることもある。

という違いが存在する。

## 交通規制

自動車専用の規制標識

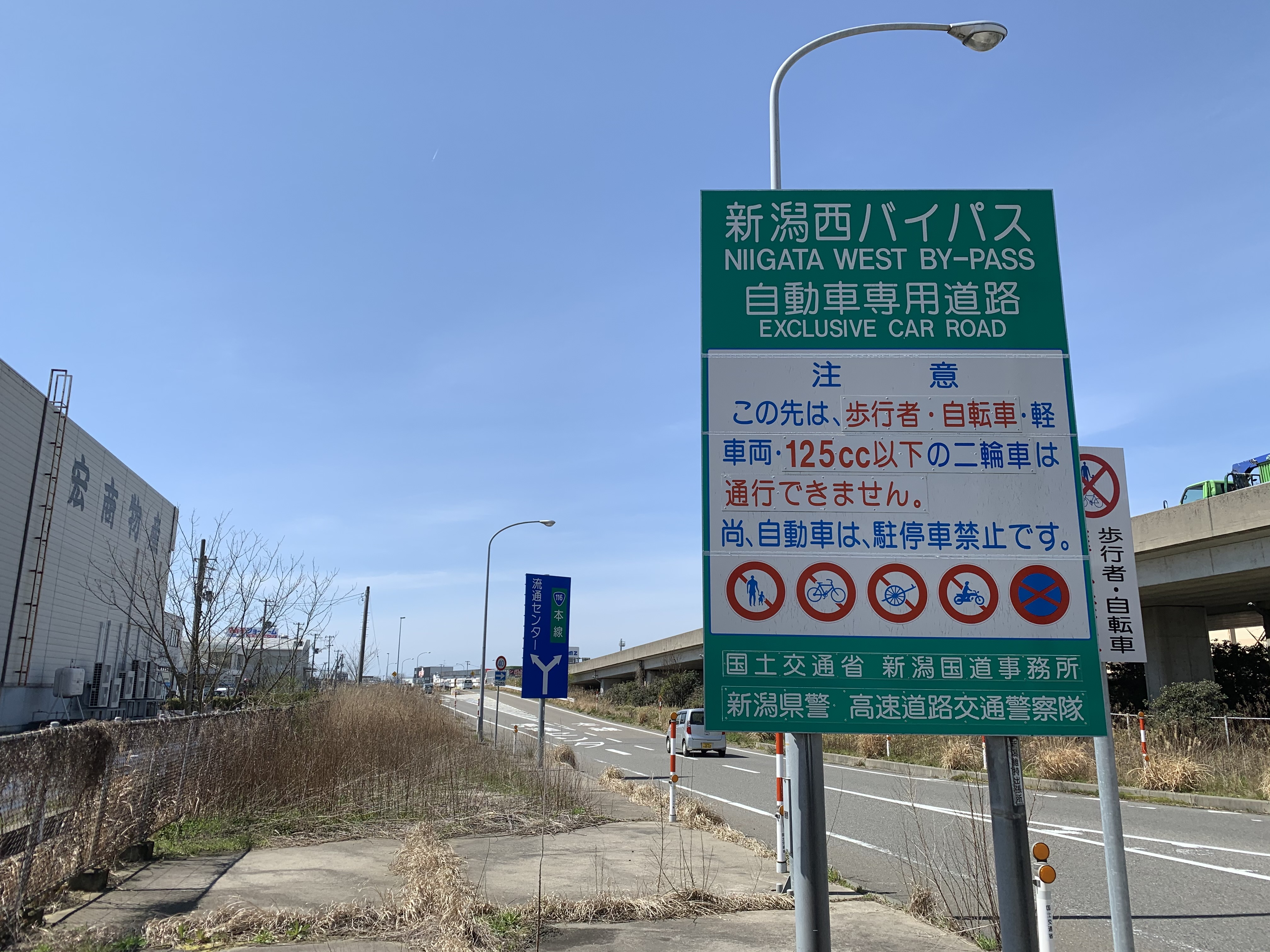
自動車専用道路の入口にある案内標識

日本の自動車専用の道路は自動車による以外の方法では通行してはならない。
道路法において「自動車」とは道路運送車両法第2条第3項による自動車を指し、したがってそれ以外の(道路交通法上の)歩行者・軽車両・小型自動二輪車・ミニカー・原動機付自転車・路面電車は通行が禁止される。高速自動車国道とは異なる点は、小型特殊自動車(フォーク・リフト、農耕トラクタなど)、大型特殊自動車(車両系の建設機械など)は一部の重量制限などを除き通行可能となる。また本線では駐停車禁止である。

### 道路標識
自動車専用の道路の入口・出口には自動車専用の規制標識が設置される。
案内標識も掲示する場合は、緑色である。

### 公安委員会との協議
道路管理者による自動車専用道路の指定と都道府県公安委員会の通行の禁止は規制主体が異なり、相互の調整を要する規制であるため、道路法第95条の2第2項により、道路管理者が自動車専用道路を指定しようとする場合、事前に都道府県公安委員会に協議を行うよう定められている。

### 速度制限
自動車専用道路が高速自動車国道とは異なる点として、最高速度・最低速度に関する法令が原則的に一般道路と同等である点がある。したがって、法定速度は一般道路の値が準用され、別途道路標識等による速度制限の指定がない場合の最高速度は60 km/h（緊急自動車は80 km/h）である。これに対し、「高速自動車国道の本線車道又はこれに接する加速車線若しくは減速車線」においては自動車の種類に応じて100 km/hまたは80 km/h等となっている。
したがって、高速自動車国道では緊急自動車の最高速度は最高速度が引き下げられた区間であっても100 km/hであるが、自動車専用道路では100 km/h以上の最高速度が指定された区間を除き、高速自動車国道よりも最高速度が低くなる。
速度規制は高速自動車国道と同様に高速道路の基準で実施されており、上限100 km/hで決定されるため、法定速度を超える最高速度の指定が頻繁に行われる。
ただし、100 km/hの速度規制を行う際は自動車専用道路では指定がなければ60 km/hとなるため、100 km/hの標識が必要となる。ただし、100 km/hの制限が大貨等にも適用されないよう、大貨等・三輪・牽引に対して80 km/hの標識も設置される。
自動車専用道路では加速車線若しくは減速車線についても60 km/hとなるため、場合によっては加速車線や減速車線にも道路標識等を設置する必要性が考えられる。
なお、首都圏中央連絡自動車道（圏央道）の川島IC - 久喜白岡JCT間は、自動車専用道路（法定最高速度60 km/h）であるが最高速度100 km/hの標識のみ設置されているため、大貨等・三輪・牽引の最高速度も100 km/hとなっている。
また自動車専用道路には法定の最低速度の規定もなく、特に最低速度が指定されている区間を除き、小型特殊自動車や故障等で他の車を牽引している場合等で法令上50 km/h以上の速度を出せない自動車であっても、法律上は自動車専用道路の通行は可能である。しかし実際には小型特殊自動車は物理的な最高速度が15 km/h以下（農耕作業用は35 km/h未満）であり、自動車専用道路を走行するのは危険であり難易度が高いため、乗り入れは少ない。

## 高速自動車国道との関係

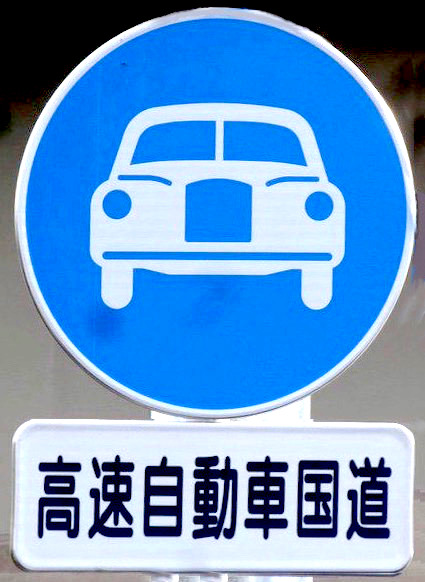
自動車専用の標識に高速自動車国道の補助標識が追加されている

高速自動車国道と、自動車専用道路とを合わせて『高速道路』と呼ばれ、従って自動車専用の道路の一種である。
『交通の方法に関する教則（昭和53年10月30日国家公安委員会告示第3号）』においては、この『高速道路』における交通の方法を説明している（第7章 高速道路での走行）。
高速自動車国道の入口には自動車専用の標識の下部へ補助標識が加えられる。これによって法定最低速度制限および小型特殊自動車の通行禁止が示される。
また道路上では最低速度の標識や100 km/hの最高速度の標識など、高速自動車国道では不要となる標識の存在により自動車専用道路であることを判断できる場合もあるが、最低速度が特に指定されない場合や、高速自動車国道でも100 km/hの最高速度の標識が設置される場合もある（120 km/h規制の終了地点など）ため注意が必要である。道路の運用上も自動車専用道路と連続する場合は自動車専用道路区間のみ100 km/hの最高速度（必要に応じ最低速度）の標識を立ててあるので、ドライバーは標識に従っていれば両者の区別を意識する必要はない。

## 類似の交通規制

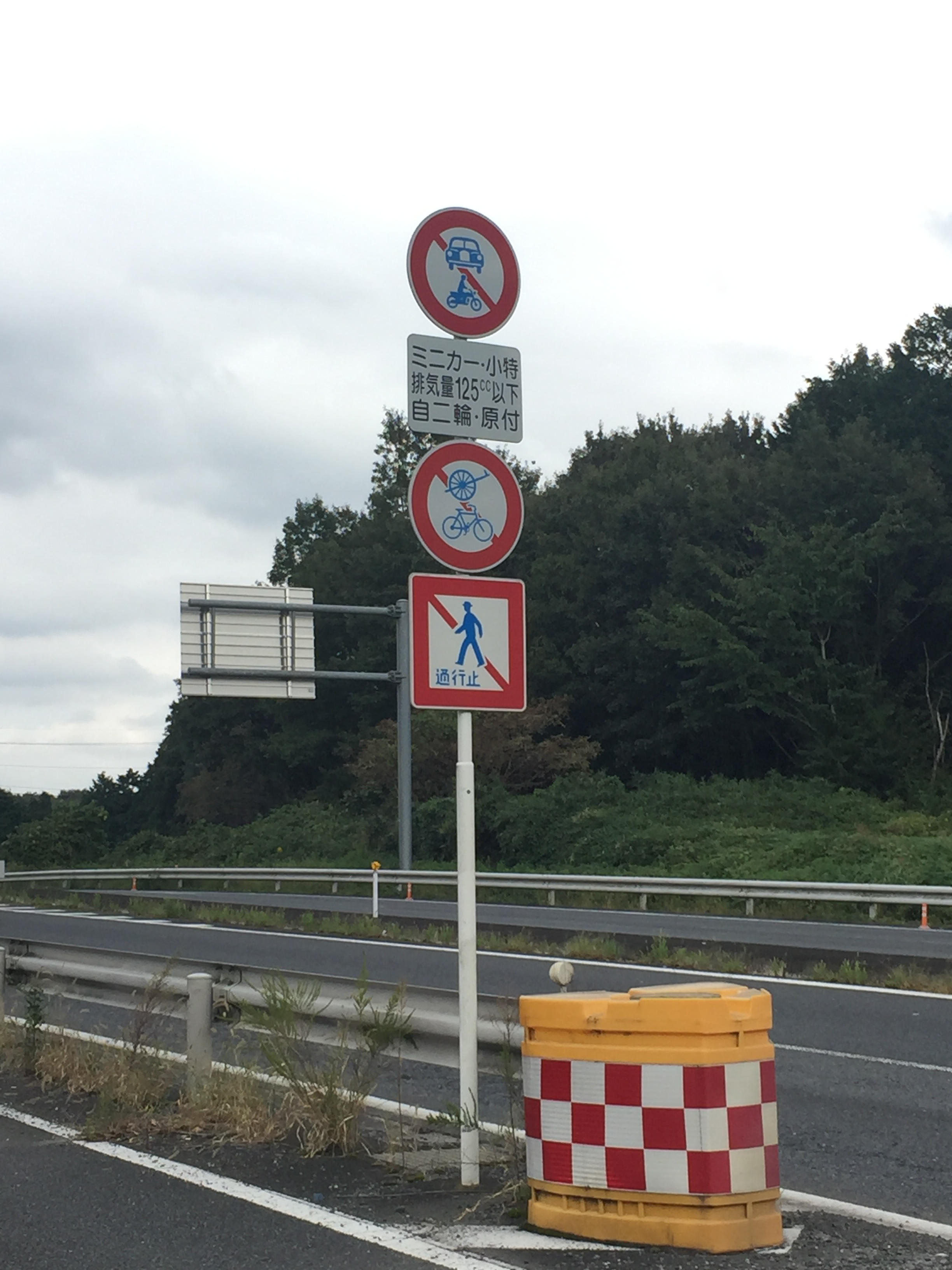
真岡I.C南交差点付近の一般国道408号真岡バイパス（鬼怒テクノ通り）入口の規制標識

都道府県公安委員会は道路交通法第4条に則って、一般道路に対して歩行者又は車両等の通行禁止を指定し自動車専用道路と同等またはほぼ同等の規制を行うことができる。この場合は自動車専用道路ではないため、自動車専用の標識は掲示しない。
その代わりに他の規制標識によって歩行者や車両の種類などを指定し、通行を規制する。同様に、高速道路における駐停車禁止等の規定は適用されず、必要に応じ個々に駐停車禁止など、規制を行うこととなる。
実際に、一部の一般国道、都道府県道、道路運送法に基づく一般自動車道等で、公安委員会は個別に区間を定め、そのような通行規制を行っている。ただし、125 cc以下の小型自動二輪車などの通行の可否は、道路によって規制の内容が異なる場合がある。
このような道路では速度規制も一般道路と同じ基準で行われている。一般道路は通常60 km/hが上限であるが、設計速度60 km/h以上などの条件を満たせば80 km/hまでの最高速度を指定することができる。ただし、自動車専用道路とは異なり、一般道路では最高速度が100 km/hまで引き上げられることはない。

### 事例
- 横浜新道（今井IC以東）
- 小田原厚木道路（平塚IC以西）
- 第二伊勢道路
- 伊勢二見鳥羽ライン
- 宇都宮北道路
- 鬼怒テクノ通り
- 三原バイパス
- みやぎ県北高速幹線道路

ただし一部は通行規制の変更が過去にあった。
一般自動車道
- 九十九里有料道路
- 熱海ビーチライン
- 東京高速道路（2025年廃止）